# ASMPT SMT Solutions
Die ASMPT GmbH und Co. KG, auch bekannt als ASMPT SMT Solutions, ist Teil der ASMPT Group und ein Hersteller von SMD-Bestückmaschinen und -lösungen mit dem Produktnamen SIPLACE, Drucktechnologien und -lösungen mit dem Produktnamen DEK sowie Software- und Servicelösungen für eine Vielzahl von Industrien (u. a. Elektronikherstellung, Semiconductor). Seit 1985 beliefert das Unternehmen Hersteller aus Branchen wie Elektronik, Mobilkommunikation, Automobilindustrie, Industrie und LED.
Die ASMPT Group beschäftigt etwa 12.000 Mitarbeitende weltweit.
Entwicklungs- und Produktionsstandorte der ASMPT GmbH & Co. KG befinden sich in München, Weymouth (Großbritannien), Singapur und Malaysia.

## Geschichte
Der Ursprung geht auf die industrielle Gerätefertigung von Siemens – Berlin-Siemensstadt – 1905 zurück. Damals wurden spezielle Fertigungsmittel benötigt, die nicht handelsüblich waren und daher im Hause selbst hergestellt werden mussten. Anfang der 1920er Jahre wird in Berlin-Siemensstadt ein Einrichtungsbau erwähnt, bei dem Werkzeuge und Einrichtungen angefertigt wurden. Dieser Einrichtungsbau bekam in der Nachkriegszeit, innerhalb der Nachrichtentechnischen Fabriken (NTF), den Namen Zentrale Werkzeug- und Maschinenfabrik (ZWM). Nach dem Zweiten Weltkrieg wurden auch die Zweigwerke des ZWM in Bruchsal (1948) und München (1955) gegründet. Das ZWM wird in den Folgejahren umbenannt in das Werk für Maschinen und Werkzeuge (WMW). Hier entstehen Anfang der 1980er Jahre Pläne für die Entwicklung von SMD-Bestückautomaten, basierend auf den bereits vorhandenen MHS-Achsen (Modulares Handhabungs-System). 1985 expandierte das Unternehmen zunächst nach Nord- und Südamerika und der erste SMD-Bestückautomat unter dem Namen MS-72 entstand im Zuge der Automatisierung. In den kommenden 10 Jahren entwickelte sich aus diesem Projekt eine erfolgreiche Bestückautomatengeneration, die dann in einen eigenständigen Geschäftsbereich mündete. Der ursprüngliche Mutterbereich (Bau von Sondermaschinen und Fertigungsanlagen), die WMW und ihre Nachfolger, existieren heute nicht mehr.
1992 wurden die Tätigkeitsfelder weiter nach Südostasien ausgeweitet, 1993 erhielten die Automaten den Produktnamen SIPLACE. Das erste Modell, die SIPLACE 80 S, verfügte über zwei bewegte Collect&Place-Köpfe an X-Y-Portalen, die abwechselnd die feststehende Leiterplatte bestückten. Die zu bestückenden Bauteile wurden auf beiden Seiten der Maschine auf insgesamt 80 Zuführspuren bereitgestellt.
Innerhalb von fünf Jahren produzierte SIPLACE bis 1997 5000 Bestückautomaten und bereits im Jahr 2000 wurden 10.000 verkaufte Automaten gezählt. 2001 wurde SIPLACE (PL EA) ausgegliedert und als eigenständige Gesellschaft unter dem Namen Siemens Dematic AG geführt. Drei Jahre später wurde das Unternehmen als Geschäftsgebiet L&A EA in die Siemens AG reintegriert, 2005 folgte die Übertragung an Siemens Automation and Drives (A&D EA). Im Jahr 2009 wurde das SIPLACE-Team in einem sogenannten „Carve Out“ zur rechtlich eigenständigen Gesellschaft Siemens Electronics Assembly Systems im Siemens-Konzern.
Mit dem Abschluss am 7. Januar 2011 wurde der Verkauf des SIPLACE-Bestückautomatenherstellers an ASMPT, ehemals ASM Pacific Technology Inc., offiziell abgeschlossen. Ehemals Siemens Electronics Assembly Systems, wurde SIPLACE als separater Geschäftsbereich für SMT-Technologien in die ASMPT-Group integriert und unter dem Namen ASM Assembly Systems GmbH und Co. KG weitergeführt. Mit dem SMT-Business sowie den beiden weiteren Bereichen ASM Semiconductor Solutions und ASM Materials gehört ASMPT zu den globalen Technologie- und Marktführern in Sachen Lösungen und Materialien für die Halbleiter-Montage- und Verpackungsindustrie.
1968 begann DEK in Weymouth, Großbritannien, mit der Entwicklung von Produkten für den industriellen Siebdruck und positionierte sich am Markt u. a. mit der Entwicklung des Hybrid-Thick-Film-Herstellungsprozesses im Jahr 1972. Im Jahr 1977 stellte das Unternehmen die erste Solardruckplattform vor und erschloss neue Märkte in der Solarindustrie. Seit 1983 besteht das DEK-Hauptgeschäft aus Druckerlösungen speziell für die SMT-Industrie, in der DEK seitdem zu den Markt- und Technologieführern zählt.
Zum 2. Juli 2014 erwarb ASMPT 100 Prozent der DEK-Anteile vom früheren Eigentümer Dover Group und übernahm alle Vertriebs- und Produktionsstandorte des Drucker-Spezialisten.
Mit den beiden Akquisitionen erweiterte ASMPT, ehemals ASM Pacific Technology, ein an der Hongkonger Börse gelisteter Hersteller von Anlagen und Maschinen im Halbleiter- und LED-Bereich mit Hauptsitz in Singapur, sein Angebotsspektrum in der Elektronikfertigung und erschloss sich neue Wirtschaftsfelder im Druckerbereich.
ASMPT SMT Solutions initiierte 2017 das SMT Smart Network als globales Kompetenznetzwerk für den aktiven Erfahrungsaustausch von Smart Champions im Bereich Smart SMT Factory. ASMPT ist Mitgründer des Joint Venture ADAMOS zur Entwicklung einer IoT-Plattform für produzierende Unternehmen und etabliert gemeinsam mit anderen SMT-Herstellern den offenen Standard HERMES als SMEMA-Nachfolger für die M2M-Kommunikation in SMT-Linien.
Nach über 30 Jahren sind heute mehr als 70.000 ASM-Maschinen in über 100 Ländern installiert. Zusammen mit den passenden Software-Lösungen trägt ASMPT damit einen entscheidenden Teil zur Entwicklung der Integrated Smart Factory bei.
Die Produktionsstandorte von ASMPT SMT Solutions wurden bereits mehrfach mit dem ‚Fabrik des Jahres‘ Award durch AT Kearney und die Fachzeitung ‚Produktion‘ ausgezeichnet.
Im Rahmen eines globalen Rebrandings wurde ASM Assembly Systems zum 1. August 2022 in ASMPT SMT Solutions umbenannt.